# Buena Vista (Virginia)
Buena Vista ist eine unabhängige Stadt in Virginia, USA. Wie Lexington im Norden bildet Buena Vista administrativ eine Enklave im Rockbridge County. Das U.S. Census Bureau hat bei der Volkszählung 2020 eine Einwohnerzahl von 6.641 ermittelt.

## Geographie
Buena Vista hat eine Fläche von 17,7 km² und wird vom Maury River durchflossen.

## Persönlichkeiten
- Gary Jennings (1928–1999), Schriftsteller, in Buena Vista geboren